# 瓦塞尼
瓦塞尼（法語：Vasseny）是法国皮卡第大区埃纳省的一个市镇，属于苏瓦松区布赖讷县。该市镇2009年时的人口为215人。

## 人口
瓦塞尼人口变化图示
| 数据来源：INSEE |